# Operació Fèlix
L'Operació Félix era el nom per a un pla hispà-alemany proposat per prendre Gibraltar durant la Segona Guerra Mundial. Va ser programat per al 10 de gener de 1941 però mai no va ser executat. Els detalls del pla van ser suposadament discutits a Hendaia a l'octubre de 1940, al cotxe del ferrocarril de Hitler, a la frontera d'Espanya amb la França ocupada. L'operació mai va arribar a realitzar-se a causa del fracàs en les negociacions diplomàtiques amb Espanya.

## Context històric
Després de la rendició de França a Alemanya al juny de 1940, Hermann Göring va aconsellar a Adolf Hitler d'ocupar Espanya i el nord d'Àfrica abans d'envair Gran Bretanya. Aquest mateix mes, abans de la signatura de l'armistici amb França, Heinz Guderian també va defensar la presa de la plaça de Gibraltar per la seva posició estratègica com a base naval. Guderian va arribar fins i tot a urgir Hitler a posposar l'armistici fins que pogués travessar Espanya amb dues divisions Panzer i, prenent Gibraltar, envair posteriorment les possessions franceses al Magrib. El general Alfred Jodl, cap de l'OKW, va presentar un pla a Hitler per aïllar la Gran Bretanya de les seves possessions orientals (Índia, Àfrica Oriental i Austràlia) mitjançant la conquesta de Gibraltar, el nord d'Àfrica i el Canal de Suez en comptes d'envair les Illes Britàniques.
El 12 de juliol de 1940, l'OKW va encarregar-ne la planificació a un grup especial. El 22 de juliol, l'almirall Wilhelm Canaris i cap de l'Abwehr amb coneixements experts sobre Espanya, va viatjar amb diversos oficials alemanys a Madrid, capital d'Espanya, on van mantenir contactes amb el cap de l'Estat Francisco Franco i el general Juan Vigón, el seu Ministre de Guerra. També van passar diversos dies a Algesires fent un reconeixement de la zona i la forma d'atacar Gibraltar. A la tornada a Alemanya van presentar les seves conclusions en les quals afirmaven que el govern espanyol estava poc disposat a entrar en guerra. No obstant això, començava a conèixer-se que Canaris era un traïdor i va recomanar a Franco no unir-se a l'Eix. L'equip de Canaris va determinar que per a la presa de Gibraltar caldria un assalt terrestre recolzat per combat aeri, amb almenys dos regiments d'infanteria, tres batallons d'enginyers i 12 regiments d'artilleria. L'informe declarava que sense un canó pesat d'assalt de 15 polzades no podria prendre's Gibraltar. Quan la informació va arribar al Mariscal de Camp Wilhelm Keitel va afegir una altra apreciació personal: Si els alemanys eren capaços de prendre Gibraltar, fins i tot amb la cooperació d'Espanya, els britànics podrien desembarcar fàcilment al Marroc i l'Àfrica Occidental Francesa.
El 18 de juliol, el cap de l'Estat espanyol, Francisco Franco reclama Gibraltar. Aquest no s'esperava que els britànics accedissin a la reclamació i estiguessin disposats a negociar amb l'únic objectiu de mantenir els alemanys lluny del tema.
L'agost, Canaris es reuneix amb el cunyat de Franco, Ramón Serrano Súñer, qui estava a punt de convertir-se en Ministre d'Afers Exteriors. Canaris va instar Súñer que convencés Franco de romandre fora de la guerra. Poc després Franco va enviar Súñer a Berlin per reunir-se amb Hitler i veure quines eren les idees del govern alemany. Quan Súñer es va trobar amb Hitler el 16 de setembre, el Führer no el va pressionar perquè Espanya entrés a la guerra, potser pel fet que planejava reunir-se directament amb Franco molt aviat.
Canaris es va reunir amb Franco al mateix temps i li va advertir que si Espanya s'unia a l'Eix, les illes espanyoles -inclosa part de l'Espanya peninsular- corrien el risc d'un atac britànic. Coneixent la por que Franco tenia una invasió hostil alemanya si rebutjava el pla, Canaris li va informar que Hitler estava planejant la invasió de Rússia i no tenia intenció d'atacar la península Ibèrica de moment. Canaris també va sorprendre Franco en admetre que estava convençut que Alemanya no podia guanyar la guerra.
El 8 d'agost, mitjançant confidències en secret amb Canaris, Franco va presentar uns termes extravagants per la seva cooperació a l'ambaixador alemany a Espanya, Eberhard von Stohrer. Les condicions perquè Espanya s'unís a la causa de Hitler incloïen Gibraltar i el Marroc francès. L'Alemanya Nazi havia de comprometre's a donar assistència militar i econòmica en forma de blat i combustible a la malmesa economia espanyola. A més la tropes alemanyes primer havien envair les Illes Britàniques en una invasió a gran escala.
Això va provocar que Hitler enviés Canaris a Espanya de nou en un esforç per convèncer Franco perquè s'unís a l'Eix i disminuís les seves ostentoses demandes. Per contra, Canaris li va recordar novament a Franco que era una bogeria unir-se al bàndol que estava condemnat a perdre la guerra.
El 24 d'agost, Hitler va aprovar un pla general per atacar Gibraltar. El 23 d'octubre es va reunir personalment amb Franco a Hendaia, França i va proposar que Espanya entrés a la guerra el gener de 1941. Gibraltar seria pres per unitats especials de la Wehrmacht que haurien de travessar la península Ibèrica. Franco, però va rebutjar l'oferta, posant èmfasi en la necessitat de suport militar i econòmic al país. Hitler a més va considerar una ofensa el dubte que va expressar Franco quant a la possibilitat d'una victòria alemanya. Franco va assenyalar que encara que les Illes Britàniques fossin envaïdes, la flota britànica podria continuar lluitant amb el suport canadenc i estatunidenc.
Al maig de 2012 l'MI6 revelà uns documents secrets en els quals es dona a conèixer que generals de Franco van ser subornats perquè no entressin en la guerra, de manera que no només Canaris va intervenir per desmotivar el règim a intervenir. Samuel Hoare, llavors Ministre d'Afers Exteriors britànic va intervenir en l'operació, en la qual Winston Churchill estava d'acord.

## La negociació

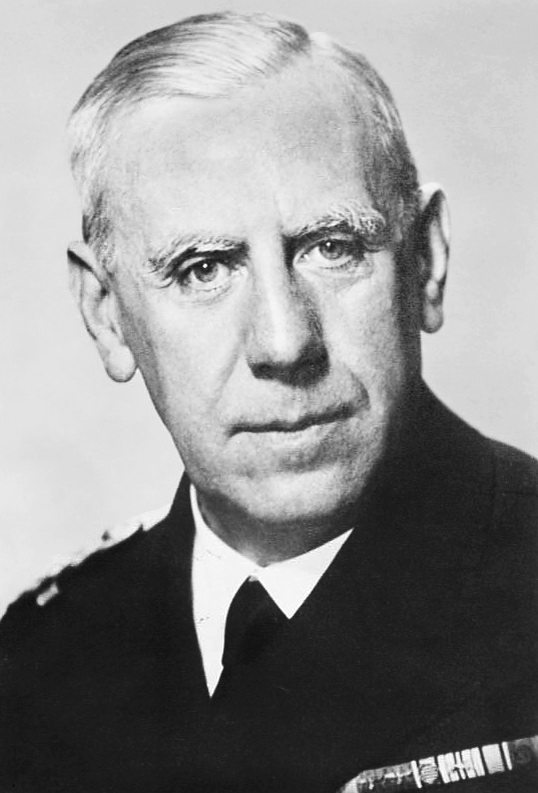
Wilhelm Canaris, representant de l'Alemanya Nazi a Espanya, es creu que va ser qui va desanimar Franco a entrar a la guerra. Pocs anys després intentaria assassinar Hitler a l'Operació Valquíria.

Les exigències de Franco a l'hora de dur a terme l'ofensiva van ser:
- 400.000-700.000 tones de blat.
- Tot el combustible requerit per a l'exèrcit espanyol.
- Tot l'equip del que manqués l'exèrcit espanyol.
- Artilleria, avions, i tropes especials per a la conquesta de Gibraltar. A més, Franco pretenia que Alemanya li lliurés els territoris africans francesos del Marroc i Orà, Guinea, possiblement el Rosselló i la Cerdanya i «ajudar Espanya a aconseguir una revisió de la frontera a l'oest del Río de Oro 100 quilòmetres cap a l'est» (dins del Sàhara espanyol).

En el llibre Auge i caiguda del Tercer Reich, de William L. Shirer, s'esmenta que, segons els «papers del diplomàtic Galeazzo Ciano», existia un petit debat: potser el dictador espanyol exigia massa a Hitler perquè Espanya entrés en l'operació, o bé actuava deliberadament fixant al dictador alemany un preu exageradament alt. També, Wilhelm Canaris, que va retransmetre secretament la informació a Franco sobre els plans alemanys, va poder haver convençut a Franco perquè no acceptés les demandes de Hitler.

## Operació Fèlix

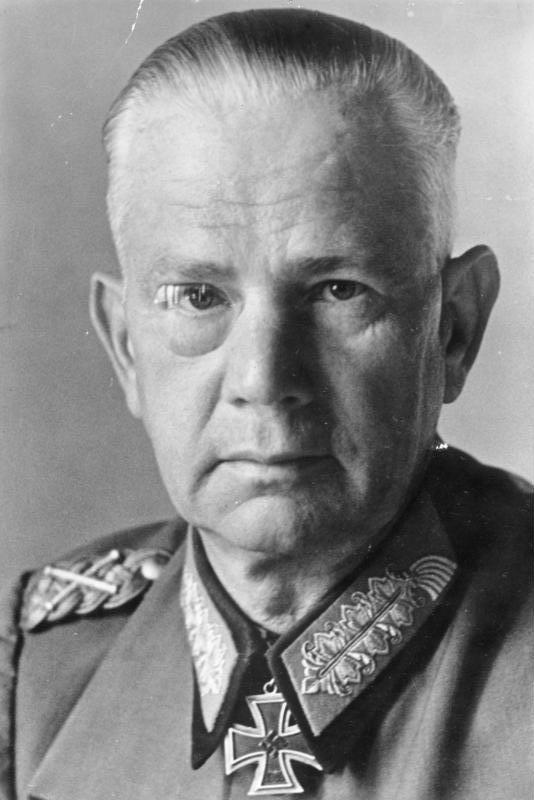
Hitler va assignar l'operació a Walther von Reichenau (a la imatge) que al seu torn dirigiria dos cossos, un amb l'objectiu de prendre Gibraltar i un altre per cobrir els flancs.

Malgrat tots els problemes, els líders de l'exèrcit alemany van procedir a preparar una operació a gran escala per envair Gibraltar. Amb el sobrenom d'Operació Fèlix, la missió consistia a introduir dos cossos alemanys a Espanya travessant els Pirineus. El primer d'aquests cossos, comandat pel general Ludwig Kübler creuaria la península Ibèrica i assaltaria Gibraltar, mentre que l'altre, comandat pel general Rudolf Schmidt es dedicaria a assegurar els flancs. El suport aeri vindria donat per un caça i dos bombarders en picat. El màxim comandament de la missió va ser a assignat al Mariscal de Camp Walther von Reichenau. El pla també preveia provisions per ocupar les possessions espanyoles al Nord d'Àfrica: Marroc espanyol, Río de Oro i les Illes Canàries, els ports serien usats com a bases per als U-Boots alemanys.
El 12 de novembre, Hitler va signar la Directiva n º 18 que establia les "mesures polítiques per induir la ràpida entrada d'Espanya a la guerra" i "L'objectiu de la intervenció alemanya a la península Ibèrica (anomenada Fèlix) era expulsar els anglesos de la Mediterrània occidental". També s'esmenta la possible invasió de Portugal (aliat històric de la Gran Bretanya) i l'ocupació possible de les Açores i Madeira.
El 5 de desembre, Hitler es reuneix amb l'Alt Comandament Alemany i decideix requerir el permís de Franco perquè les tropes alemanyes travessin la frontera el 10 de gener de 1941. Es va planejar que el General Jodl anés a Espanya a fer els preparatius per a l'atac tan aviat com Canaris aconseguís l'acord amb Franco. Canaris es va reunir amb Franco el 7 de desembre i li va tornar a insistir que no entrés en la guerra, encara que Alemanya havia demanat a Canaris que el convencés del contrari. Franco va respondre que Espanya no era capaç de mantenir a l'exèrcit alemany, a causa de l'escassetat l'escassetat d'aliments i queviures, la destrucció d'infraestructures i la situació de la població després de la guerra civil. També va expressar la seva por que l'atac a Gibraltar desemboqués en una contra britànica que desemboqués en la invasió de les Illes Canàries i les altres possessions espanyoles d'ultramar.
Després de rebre l'informe de Canaris, Hitler va decidir cancel·lar l'operació Felix. El seu desacord es va reflectir en una carta posterior a Mussolini en què va dir: "Em temo que Franco està cometent l'error més gran de la seva vida".
En les primeres setmanes de 1941, es van fer nous esforços sense èxit pels ambaixadors de Berlín i Roma per animar el govern espanyol a canviar la seva posició. Franco va respondre negativament a una altra petició de Hitler d'unir-se a la guerra, rebuda el 6 de febrer, usant com a pretext la situació precària de l'economia espanyola i el seu exèrcit a causa de la guerra civil brutal soferta entre 1936 i 1939. El ministre d'Afers Exteriors Alemany, Joachim von Ribbentrop va dir a Hitler que en la seva opinió Franco mai no va tenir intenció d'unir-se a la guerra.
Al febrer de 1941, l'OKW va anunciar als oficials que l'Operació Fèlix estava cancel·lada de moment, i que les tropes emmarcades dins de l'operació quedaven lliures per ser utilitzades en qualsevol altre lloc.

## Més informació